# Васкес, Эдвин
Эдвин Гонсало Васкес Кам (исп. Edwin Gonzalo Vásquez Cam; 28 июля 1922 — 9 марта 1993) — перуанский стрелок, специализировавшийся в стрельбе из пистолета. Олимпийский чемпион 1948 года. Первый и пока единственный олимпийский чемпион от Перу.

## Карьера
Эдвин Васкес родился в 1922 году в семье Гонсало Васкеса Техеды, который профессионально занимался стрельбой и стал первым тренером для сына.
В стрелковых соревнованиях Эдвин начал участвовать с тринадцатилетнего возраста. В 1938 году на Боливарианских играх заменил своего отца в стрелковых соревнованиях.
В 1940-х годах был одним из сильнейших стрелков Южной Америки. 10 раз становился национальным чемпионом. В 1947 году на домашних Боливарианских играх стал дважды чемпионом, выиграв соревнования в стрельбе и из винтовки, и из пистолета.
На Олимпиаде 1948 года в Лондоне Васкес лишь незадолго до старта получил новый пистолет, который не уступал по качеству оружию соперников. В соревнованиях по стрельбе с 50 метров, которые проходили под проливным дождём, перуанец набрал 545 очков и на 6 баллов обошёл ближайших преследователей (среди которых был действующий чемпион швед Торстен Ульман). Золотая медаль Васкеса стала первой в истории Перу и остаётся единственной по состоянию на 2016 год.
В 1951 году Васкес выиграл золото Панамериканских игр, но не смог защитить звание олимпийского чемпиона из-за того, что сборная Перу пропустила Игры в Хельсинки по решению Президента Мануэля Одриа. В дальнейшем Васкес совмещал работу тренера сборной со стрелковой карьерой, но на Олимпиадах больше не выступал.
В 1984 году был знаменосцем сборной Перу на церемонии открытия Олимпиады.
Скончался от инфаркта в марте 1993 года.